# Club sportif international
Pour les articles homonymes, voir CSI.
Le Club sportif international (CSI) est à l'origine un club omnisport français, qui par la suite ne conservera que la section cyclisme sur route, rival du Vélo Club de Levallois pendant l'entre-deux-guerres.

## Histoire
Le C.S.I. est fondé en 1905 par Paul Bor, coureur cycliste. Le maillot du club est noir et blanc, avec des rayures en long. Un propriétaire de chevaux de courses, M. Ledat, avait adopté ces couleurs. Le club les abandonne par la suite pour adopter le maillot noir avec ceinture blanche. Une équipe de football fait partie du club. Après la Première Guerre mondiale, il a fallu rebâtir. Le C.S.I. ne l'est qu'en 1920, avec la présidence d'Omer Samyn. Le C.S.I. est sponsorisé par Baggi-Samyn.
Il adhère à la fédération sportive Paris-Sportif, groupement de sport amateur qui a pour but de réunir des jeunes gens afin de leur inculquer l'esprit sportif et qui réunit quelques-unes des plus actives sociétés parisiennes.
En 1924, le Vélo Club du Château Rouge fusionne avec le C.S.I..
En 1924, le club est champion de France des sociétés (clubs). En 1928, Fernand Bellenger devient son président. Le palmarès du club s'enrichit chaque année de nouvelles victoires. La grande année de gloire du C.S.I. est l'année 1932 avec les championnats de France amateurs et indépendants revenant à Bono et le championnat des sociétés.
Mithouard gagne Paris-Évreux et Paris-Argentan en 1932 et gagne Bordeaux-Paris en 1933. Vey gagne, en 1933, comme Noret, l'année précédente, le Critérium des Comingmen sur la piste de Montlhéry et remporte le « Grand Prix Cyclo-Sport ». On voit apparaître le nom de Level qui gagne la dernière étape du « Grand Prix Wolber » et se révèle un grimpeur courageux dans le Tour de France. En  1933, le C.S.I est dirigé par Henri Pélissier et gagne deux championnats de France : le championnat de France militaire de vitesse avec Beaufrand, et le championnat de France des sociétés (des clubs). Le C.S.I. est équipé par les cycles Lutetia. Noret gagne Bordeaux-Paris en 1934.
En 1952, Le C.S.I. absorbe le Lutèce Sportif.

## Présidents
- 1905 : Paul Bor, fondateur
- 1920 : Hubert Samyn[4]
- 1925 : Vinot de Barmont[5],[6].
- 1926 : Dupré[7]
- 1928 : Fernand Bellenger, vice-présidents : Henri Boudard[note 2], Chauvin, Laurent, Redon
- 1933 : Fernand Bellenger, vice-présidents : Boudard, Meunier et Maisonneuve. Directeur sportif Henri Pélissier,
- 1934 : Président : M. Bellenger; vice-président : M. Laurent; secrétaire général : M. Meunier; trésorier : M. Maisonneuve.

## Coureurs ayant couru sous les couleurs du CSI

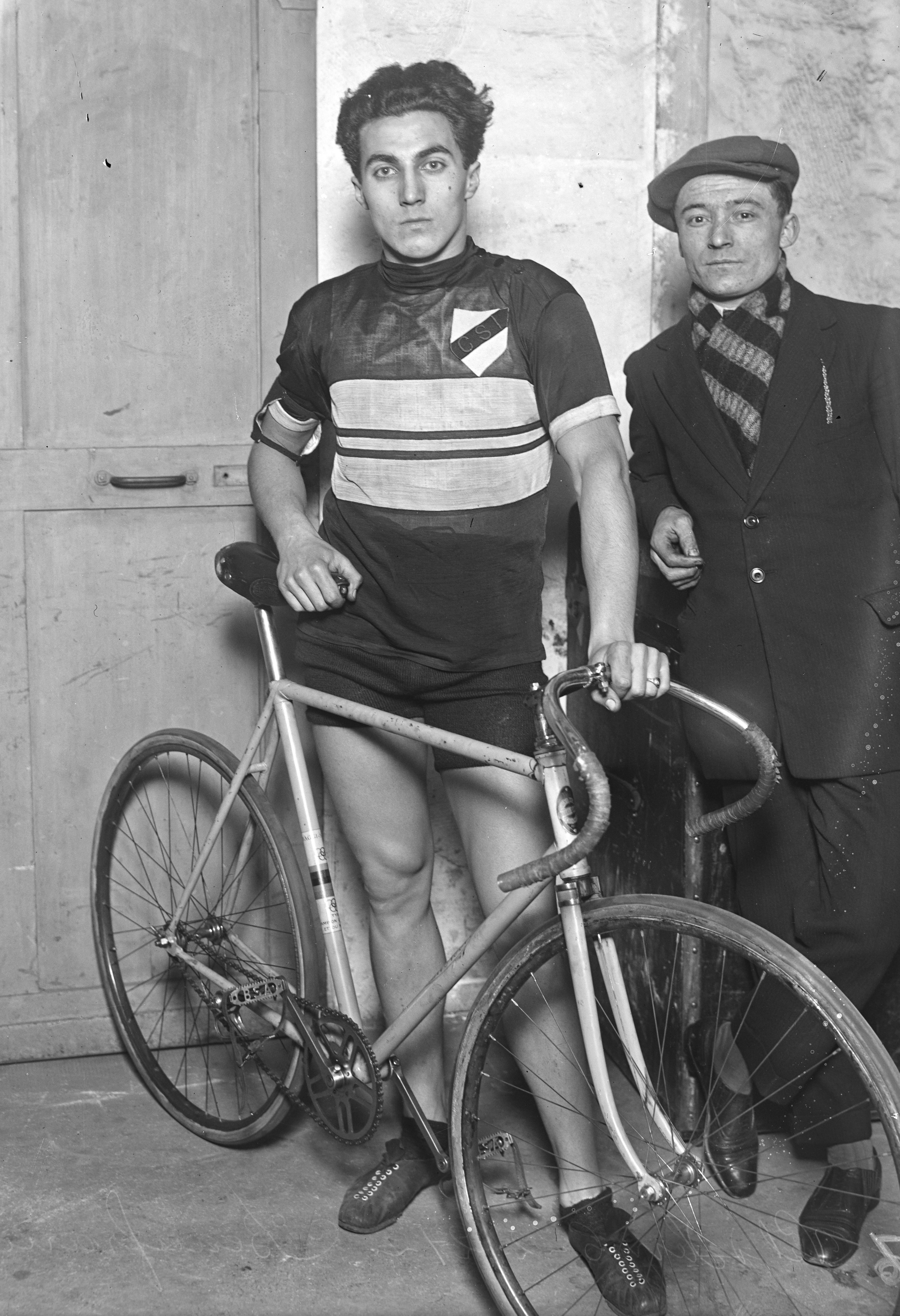
Roger Beaufrand avec le maillot du CSI, au Vél d'Hiv, 6-2-27

- Roger Beaufrand[1]
- Marcel Belleville[8]
- René Bernard[9]
- Marcel Blanchon[8]
- Philippe Bono[10]
- Urbain Caffi
- Louis Caput[11]
- Paul Chocque
- Jean Cottard
- Paul Couderc
- Gislain Davril
- René Debenne[12]
- Victor Delvoye
- Robert Dorgebray[11]
- Sauveur Ducazeaux
- Robert Farges
- Jean Galle[13]
- Pierre Gayda
- Raymond Guégan
- Pierre Jaminet[8]
- Maurice Kraus
- Maurice Le Boulch
- Léon Le Calvez[1]
- Léon Level[11]
- René Le Grevès
- Robert Mensier
- Fernand Mithouard[1]
- Robert Mignat
- André Mouton[1]
- Édouard Muller
- Georges Naisse[8]
- Jean Noret[11]
- Robert Panier
- Étienne Parizet[8]
- Jean Pieters
- Kléber Piot
- André Pousse
- Eduard Ravel
- Jean Robic
- Amédée Rolland
- Jacques Rousset[11]
- Georges Roux
- Henri Rol-Tanguy[14],[15]
- Jean Sartori
- Henri Sausin[1]
- Serge Svoboda
- Lionel Talle
- Georges Vey[13]
- Lucien Weiss

## Palmarès
- Roger Beaufrand en vitesse aux JO de 1928
- Robert Dorgebray en cyclisme (route par équipe) aux JO de 1936

- Champion de France des sociétés (contre-la-montre par équipes) - 1924[16], 1925, 1931, 1932, 1933, 1936, 1937, 1938, 1941[17]
- Championnat de France sur route amateur - 1931, 1934
- Challenge Paris-Banlieue 1932
- Challenge de Paris - 1933
- Paris-Douai amateur - Challenge Unico 1927, attribué à la société (club) ayant les 3 coureurs les mieux classés

## Courses organisées
- Paris-Armentières 1921
- Paris-Chauny
- Paris-Dinant 1926
- Paris-Elbeuf
- Paris-Troyes 1926
- Circuit de Paris amateur
- Prix Paul Bor
- Prix Baggi-Samyn
- Prix W.D.S 1924
- Prix Samoyen 1925